# Scabrostomus tanytarsus
Scabrostomus tanytarsus är en skalbaggsart som beskrevs av Paul E.Skelley och Robert E. Woodruff 1991. Scabrostomus tanytarsus ingår i släktet Scabrostomus och familjen Aphodiidae. Inga underarter finns listade i Catalogue of Life.